# Gitta Kutyniok

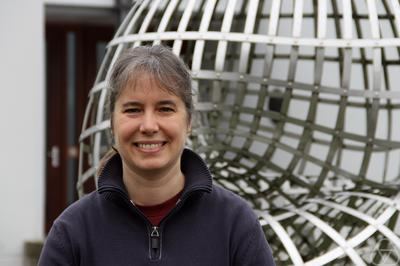
Gitta Kutyniok, 2015

Gitta Kutyniok (* 22. September 1972 in Bielefeld) ist eine deutsche Mathematikerin. Sie war von 2011 bis 2020 Einstein-Professorin für Mathematik an der Technischen Universität Berlin. Seit Oktober 2020 hat sie eine Bayerische KI Professur an der Ludwig-Maximilians-Universität München inne und leitet dort den Lehrstuhl „Mathematische Grundlagen der Künstlichen Intelligenz“.

## Berufliches
Kutyniok studierte von 1991 bis 1996 Mathematik und Informatik an der Universität Paderborn. Sie wurde im Jahr 2000 an der Universität Paderborn promoviert und im Jahr 2006 an der Justus-Liebig-Universität Gießen habilitiert. Von 2004 bis 2005 war sie als Stipendiatin der DFG an der Washington University in St. Louis und am Georgia Institute of Technology in Atlanta, USA. Nach ihrer Habilitation forschte sie als Heisenberg-Stipendiatin der DFG an der Princeton University, Stanford University und Yale University. Anschließend war sie von 2008 bis 2011 Professorin für Angewandte Analysis an der Universität Osnabrück, bevor sie 2011 den Ruf an die Technische Universität Berlin annahm, wo sie seitdem als Einstein-Professorin für Mathematik tätig war und den Lehrstuhl für Angewandte Funktionalanalysis innehatte. Zusätzlich lehrte sie im Jahr 2014 als Gastprofessorin an der ETH Zürich. Seit 2018 hatte sie zudem eine Zweitmitgliedschaft in der Fakultät für Informatik und Elektrotechnik der Technischen Universität Berlin. 2020 folgte sie einem Ruf an die Universität München.
Kutyniok ist seit 2014 Hauptkoordinatorin des DFG-SPP „Compressed Sensing in der Informationsverarbeitung“ gemeinsam mit Rudolf Mathar (RWTH Aachen) und fungiert ebenfalls seit demselben Jahr als Scientific und Executive Director der „Berlin International Graduate School in Model- and Simulation based Research (BIMoS)“. Seit 2018 hat sie die Sprecherschaft des DFG-GRK „Differential Equation- and Data-driven Models in Life Sciences and Fluid Dynamics (DAEDALUS)“ inne.
Sie ist Editorin diverser wissenschaftlicher Zeitschriften, insbesondere Acta Applicandae Mathematicae, Advances in Computational Mathematics, IEEE Signal Processing Letters, IEEE Transactions on Information Theory (Associate Editor for Signal Processing), Journal of Approximation Theory, Journal of Fourier Analysis and Applications, Journal of Mathematical Imaging and Vision, SIAM Journal on Imaging Sciences und SIAM Journal on Mathematics of Data Science, wie auch Mitglied des Advisory Board der Buchserie „Applied and Numerical Harmonic Analysis“ von Birkhäuser-Springer.

## Forschung
Gitta Kutynioks Arbeitsbereiche umfassen die angewandte harmonische Analyse, Compressed Sensing, Frametheorie, Imaging Science, inverse Probleme, maschinelles Lernen, Numerik von partiellen Differentialgleichungen, Sparse-Approximationstheorie und diverse Anwendungen in Life Sciences und Telekommunikation. Sie war insbesondere maßgeblich an der Entwicklung der Shearlets, eines anisotropen multiskalen Darstellungssystems, beteiligt, welches beweisbar optimale Sparse-Approximationseigenschaften aufweist. Es findet insbesondere Anwendung in der Sparse-Regularisierung von inversen Problemen. Weitere wichtige Forschungsergebnisse sind unter anderem die Entwicklung der Fusion Frames, eines mathematischen Konzeptes zur Modellierung von verteilten Systemen, die Analyse der Trennung von Daten mittels konvexer Optimierung und die Konstruktion von beweisbar speicheroptimalen tiefen neuronalen Netzen.

## Mitgliedschaften
Gitta Kutyniok ist Mitglied in zahlreichen Gesellschaften, Gremien und Beiräten. Seit 2012 ist sie Gründungsmitglied und Vorsitzende des GAMM Fachausschusses „Mathematische Signal- und Bildverarbeitung“, sowie Vorstandsmitglied der Berlin Mathematical School (BMS). Ferner ist sie seit 2013 Mitglied des SampTA Steering Committees wie auch des SPARS Steering Committee und war von 2013 bis 2018 Mitglied des Auswahlkomitees für die NaFöG–Elsa-Neumann-Stipendien des Landes Berlin und Vorsitzende des IPODI Auswahlkomitees. Im Jahr 2014 wurde sie in den Vorstandsrat der Gesellschaft für Angewandte Mathematik und Mechanik (GAMM) gewählt und ein Jahr später in den Vorstand des Einstein Center for Mathematics Berlin (ECMath). Seit 2015 ist sie als Beraterin für das Fraunhofer Heinrich-Hertz-Institut (HHI) tätig. Im Jahr 2016 wurde sie in die Vorstände des DFG-SFB/TR 109 „Discretization in Geometry and Dynamics“ und des DFG-GRK „BIOphysical Quantitative Imaging Towards Clinical Diagnosis (BIOQIC)“ gewählt. Vom selben Jahr bis 2018 war sie stellvertretende Vorsitzende der SIAM Activity Group on Imaging Sciences und Mitglied der Auswahlkommission GAMM-Juniors. Seit 2018 ist sie ferner Vorstandsmitglied des SFB 1114, Mitglied der Internationalen START-/Wittgenstein-Jury und Vorsitzende der SIAM Activity Group on Imaging Sciences. Kutyniok ist außerdem IEEE Fellow und Co-Direktorin der Konrad Zuse School of Excellence in Reliable AI.

## Auszeichnungen
- Weierstraß-Preis des Fachbereichs Mathematik/Informatik der Universität Paderborn für hervorragende Lehre (1999)[4]
- Forschungspreis der Universität Paderborn (2003)[5]
- Forschungsstipendium der DFG (2004)
- Preis der Justus-Liebig-Universität Gießen (2006)
- Heisenberg–Stipendium der DFG (2006)
- von Kaven-Ehrenpreis der DFG (2007)
- Einstein-Lehrstuhl an der Technischen Universität Berlin (2011)
- Miller’s Scholar (University of Missouri, Columbia) (2013)
- Noether Lecturer auf dem ÖMG-DMV-Kongress in Innsbruck (2013)
- Gastprofessur (Nachdiplomlecturer, ETH Zürich) (2014)
- J. Tinsley Oden Faculty Fellow (University of Texas at Austin) (2015)
- Hans Schneider ILAS Lecturer auf der Konferenz IWOTA in St. Louis (2016)
- Ordentliches Mitglied der Berlin-Brandenburgischen Akademie der Wissenschaften (BBAW) (2016)
- Plenarsprecherin auf dem 8. Europäischen Mathematikerkongress (2020/21)

## Schriften (Auswahl)
- H. Bölcskei, P. Grohs, G. Kutyniok, P. Petersen: Optimal Approximation with Sparsely Connected Deep Neural Networks, Preprint, arxiv:1705.01714.
- Peter G. Casazza, Gitta Kutyniok, Shidong Li: Fusion frames and distributed processing. In: Applied and Computational Harmonic Analysis. Band 251, 2008, S. 114–132, doi:10.1016/j.acha.2007.10.001. (freier Volltext)
- W. Dahmen, Gitta Kutyniok, Wang-Q Lim, Christoph Schwab, Gerrit Welper: Adaptive anisotropic Petrov–Galerkin methods for first order transport equations. In: Journal of Computational and Applied Mathematics. Band 340, 2018, S. 191–220, doi:10.1016/j.cam.2018.02.023.
- David L. Donoho, Gitta Kutyniok: Microlocal Analysis of the Geometric Separation Problem. In: Communications on Pure and Applied Mathematics. 66, 2013, S. 1, doi:10.1002/cpa.21418.
- Y. Eldar, G. Kutyniok (Hrsg.): Compressed Sensing: Theory and Applications. Cambridge University Press, 2012.
- Philipp Grohs, Gitta Kutyniok: Parabolic Molecules. In: Foundations of Computational Mathematics. 14, 2014, S. 299–337, doi:10.1007/s10208-013-9170-z.
- Pisamai Kittipoom, Gitta Kutyniok, Wang-Q Lim: Construction of Compactly Supported Shearlet Frames. In: Constructive Approximation. 35, 2012, S. 21–72, doi:10.1007/s00365-011-9142-y.
- G. Kutyniok, D. Labate: Resolution of the wavefront set using continuous shearlets. Trans. Am. Math. Soc. 361 (2009), 2719–2754.
- Gitta Kutyniok, Wang-Q Lim: Optimal Compressive Imaging of Fourier Data. In: SIAM Journal on Imaging Sciences. 11, 2018, S. 507, doi:10.1137/16M1098541.
- G. Kutyniok, W.-Q. Lim, R. Reisenhofer: Shearlab 3D: Faithful digital shearlet transforms based on compactly supported shearlets. ACM Trans. Math. Softw. 42 (2016), 5:1–5:42.